# Degrassi: Next Class (4.ª temporada)
A quarta temporada de Degrassi: Next Class foi lançada em 30 de junho de 2017 no Family Channel App antes de sua estréia na televisão em 3 de julho de 2017 no Family Channel sob o bloco adolescente F2N no Canadá. Ele foi transmitido internacionalmente em 7 de julho de 2017 pelo Netflix. Esta temporada segue um grupo de juniores e seniores do ensino médio da Degrassi Community School, uma escola fictícia em Toronto, Ontário, e descreve algumas das questões e desafios típicos comuns à vida de um adolescente. Esta temporada começa no segundo semestre do ano letivo atual. Conta as histórias de uma nova geração navegando drama colegial com histórias inovadoras, incluindo saúde mental, identidade de gênero, identidade sexual, aceitação, fé, terrorismo, deficiências, sexo, crimes de ódio e muito mais. O programa continua o tema da segmentação da nova coorte de adolescentes pós-milenar conhecida como Geração Z.

## Elenco

### Regulars da série
A quarta temporada tem vinte e um atores recebendo faturamento de estrelas, com todos os vinte e um retornando da temporada anterior.
- Amanda Arcuri como Lola Pacini (10 episódios)
- Amir Bageria como Baaz Nahir (7 episódios)
- Soma Bhatia como Goldi Nahir (8 episódios)
- Jamie Bloch como Yael Baron (7 episódios)
- Stefan Brogren como Archie "Snake" Simpson (1 episódio)
- Chelsea Clark como Esme Song (9 episódios)
- Reiya Downs como Shaylynn "Shay" Powers (6 episódios)
- Ana Golja como Zoe Rivas (8 episódios)
- Nikki Gould como Grace Cardinal (10 episódios)
- Ricardo Hoyos como Zigmund "Zig" Novak (9 episódios)
- Ehren Kassam como Jonah Haak (10 episódios)
- Andre Kim como Winston "Chewy" Chu (7 episódios)
- Lyle Lettau como Tristan Milligan (7 episódios)
- Spencer MacPherson como Hunter Hollingsworth (9 episódios)
- Eric Osborne como Miles Hollingsworth III (7 episódios)
- Parham Rownaghi como Saad Al 'Maliki (6 episódios)
- Dante Scott como Vijay Maraj (7 episódios)
- Olivia Scriven como Maya Matlin (7 episódios)
- Sara Waisglass como Francesca "Frankie" Hollingsworth (9 episódios)
- Richard Walters como Deon "Tiny" Bell (8 episódios)
- Dalia Yegavian como Rasha Zuabi (8 episódios)

### Estrelas convidadas

#### Ex-alunos
- Jake Epstein como Craig Manning
- Chloe Rose como Katie Matlin

#### Estudantes
Diya Kittur como Abra Al Maliki

#### Outro
- Charlie Gillespie como Oliver

#### Pais e professores
- Aisha Alfa como Ms. Grell
- Michael Brown como o Sr. Blake Mitchell
- Ashely Comeau como a Sra. Badger
- Elle Downs como a Sra. Powers
- Janick Hebert como Madame Jeanneaux
- Nahanni Johnstone como Ms. Milligan
- Michael Kinney como o Sr. Darryl Armstrong
- Cheri Maracle como Ms. Cardinal
- Vijay Mehta como o Sr. Nahir
- Tom Melissis como o Sr. Dom Perino
- Stephanie Moore como a Sra. Diana Hollingsworth
- John Ralston como o Sr. Miles Hollingsworth II

## Produção
Esta temporada juntamente com a 3ª temporada foram renovadas em abril de 2016. A produção na temporada começou oficialmente um mês antes, quando foram lançados os pedidos de duas novas temporadas. As filmagens começaram em maio de 2016 e terminaram em agosto do mesmo ano. A temporada estreou em 3 de julho de 2017 no bloco "F2N" do Family Channel e transmitiu internacionalmente pela Netflix em 7 de julho de 2017. No F2N, foi transmitido por duas semanas e usado o formato de telenovela. Antes da estréia na F2N, o Family Channel lançou todos os 10 episódios em 30 de junho de 2017, no Family Channel App, à meia-noite.
Esta temporada contou com a primeira formatura de Degrassi: Next Class. Dez personagens, o maior desde Degrassi High, se formou no final da quarta temporada. Esses personagens são: Tiny Bell (Richard Walters), Grace Cardinal (Nikki Gould), Winston Chu (André Kim), Jonah Haak (Ehren Kassam), Miles Hollingsworth III (Eric Osborne), Maya Matlin (Olivia Scriven), Tristão Milligan ( Lyle Lettau), Goldi Nahir (Soma Bhatia), Zig Novak (Ricardo Hoyos) e Zoe Rivas (Ana Golja). O final revelou que a colega sênior Esme Song (Chelsea Clark) não estaria se formando.

## Episódios
| N.º na série | N.º na temp. | Título                     | Dirigido por   | Escrito por                     | Lançamento                                                         | Cód. de produção |
| --- | ------------ | -------------------------- | -------------- | ------------------------------- | ------------------------------------------------------------------ | ---------------- |
| 31 | 1            | "#BackToReality"           | Stefan Brogren | Alejandro Alcoba                | 30 de junho de 2017 (Family Channel App) 3 de julho de 2017 (F2N)  | 401              |
| 32 | 2            | "#GetMoney"                | Stefan Brogren | Courtney Jane Walker            | 30 de junho de 2017 (Family Channel App) 4 de julho de 2017 (F2N)  | 402              |
| 33 | 3            | "#ILookLikeA"              | Samir Rehem    | Ian MacIntyre                   | 30 de junho 2017 (Family Channel App) 5 de julho de 2017 (F2N)     | 403              |
| 34 | 4            | "#RollUpToTheClubLike"     | Samir Rehem    | Matt Huether                    | 30 de julho de 2017 (Family Channel App) 6 de julho de 2017 (F2N)  | 404              |
| 35 | 5            | "#Preach"                  | Samir Rehem    | Jennifer Kassabian              | 30 de junho de 2017 (Family Channel App) 7 de julho de 2017 (F2N)  | 405              |
| 36 | 6            | "#FactsOnly"               | Samir Rehem    | Courtney Jane Walker            | 30 de junho de 2017 (Family Channel App) 10 de julho de 2017 (F2N) | 406              |
| 37 | 7            | "#Fire"                    | Stefan Brogren | Courtney Jane Walker            | 30 de junho de 2017 (Family Channel App) 11 de julho de 2017 (F2N) | 407              |
| 38 | 8            | "#GetYouAManThatCanDoBoth" | Stefan Brogren | Matt Huether & Celeste Bronfman | 30 de junho de 2017 (Family Channel App) 12 de julho de 2017 (F2N) | 408              |
| 39 | 9            | "#Obsessed"                | Stefan Brogren | Sarah Glinski                   | 30 de junho de 2017 (Family Channel App) 13 de julho de 2017 (F2N) | 409              |
| 40 | 10           | "#KThxBye"                 | Stefan Brogren | Sarah Glinski                   | 30 de junho de 2017 (Family Channel App) 14 de julho de 2017 (F2N) | 410              |
| Nota: O episódio marca as aparições finais de Richard Walters como Tiny Bell, Nikki Gould como Grace Cardinal, Andre Kim como Winston Chu, Ehren Kassam como Jonah Haak, Eric Osborne como Miles Hollingsworth III, Olivia Scriven como Maya Matlin, Lyle Lettau como Tristan Milligan, Soma Bhatia como Goldi Nahir, Ricardo Hoyos como Zig Novak e Ana Golja como Zoe Rivas. |              |                            |                |                                 |                                                                    |                  |